# Piteälven
Pite älv eller Piteälven er en flod i Norrbottens län i Sverige. Den er 410 km lang, med et afvandingsområde på 11.285 km² og en middelvandføring ved udløbet på 160 m³/s. 
Floden har sit udspring fra søen Pieskehaure ved grænsen til Norge, lige øst for Sulitjelma. Den løber derfra i sydøstlig retning og passerer gennem flere store søer, som Tjeggelvas og Vuolvojaure. Den munder ud i Den Botniske Bugt ved Pitsund, 10 kilometer syd for Piteå. De største bifloder er Abmoälven, Varjisån, Vistån og Lillpiteälven.
Pite älv er en af Sveriges nationalfloder, og er sammen med Vindelälven, Torne älv og Kalixälven en af de fire store floder i Norrland som ikke er reguleret til kraftproduktion. Det største vandfald er Storforsen ved Vidsel, som også er Norrbottens største turistmål med ca. 180.000 besøgende per år. 
Andre kendte fosser er Trollforsarna, Benbryteforsen, Åkerselforsen, Trångforsen og Fällforsen. Ved Hundforsen krydser Inlandsbanan floden på en af Sveriges få tilbageværende kombibroer som trafikeres af både bil og tog i samme bane.

## Eksterne kilder og henvisninger
1. ↑  "SMHI Vattendragsregistret" (PDF). Arkiveret (PDF) fra originalen 21. juli 2006. Hentet 21. juli 2006.
2. ↑  "Sveriges huvudavrinningsområden" (PDF). Arkiveret fra originalen (PDF) 28. september 2018. Hentet 17. marts 2011.

- Wikimedia Commons har flere filer relateret til Piteälven

65°21′52″N 21°19′22″Ø / 65.36444°N 21.32278°Ø